# 置地廣塲
置地廣塲（英語：The Landmark）位於香港中環皇后大道中15號，由香港加拿大籍日裔建築師木下一設計，連接皇后大道中、畢打街與德輔道中，屬於中環商業區心臟地帶。

## 歷史
置地廣塲現址由多幢建築物拆卸合併而成，包括：告羅士打行（Gloucester Building）、舊連卡佛行（Lane Crawford Building）、溫莎行（Windsor House）、公主行（Marina House）、公爵行（Edinburgh Building）。而告羅士打行，曾設有一家高級酒樓告羅士打酒樓，而告羅士打行的前身則是1867年興建的樓高六層的香港大酒店南座。
1974年，香港置地宣佈進行中環物業重建計劃，該計劃分為三期：
- 第一期，重建只有20多年樓齡的歷山大廈（Alexandra House）
- 第二期，拆卸重建告羅士打行、舊連卡佛行及溫莎行
- 第三期，拆卸重建公主行及公爵行

而置地廣塲就是屬於該計劃的第二和第三期：
- 告羅士打行→告羅士打大廈（1977年動工，1980年落成）
- 舊連卡佛行及溫莎行→廣塲中庭（1977年動工，1980年落成。該中庭廣塲亦是香港第一個以中庭作為設計的建築）
- 公主行及公爵行→公爵大廈及置地廣塲東翼（1980年動工，1983年落成）

1980年12月15日傍晚6時正，由布政司姬達爵士主持中區置地廣塲開幕禮，並由鮑富達主持架空行人天橋系統之正式啟用禮。商場大堂中庭內三層高柱廊、茶座、半圓露台和全天候天窗和中庭的圓形噴泉成為了當年的地標，吸引不少歐美、日本遊客。

## 現況
置地廣塲共設有三座辦公室大廈、商場、及一家酒店。建築物於1980年代落成，由在中環擁有多項物業的置地公司興建。

## 置地廣塲中庭
置地廣塲基座商場共有5層，是香港著名的名牌集中地，LOEWE、Marc Jacobs、Saint Laurent Paris在這兒開設香港首間分店。現時著名品牌專門店包括路易威登、Dior、Gucci、FENDI、Tiffany、Harvey Nichols、De Beers等。商場大堂可舉行各項如時裝表演等宣傳活動，Café Landmark一直為闊太和名人享受下午茶的地方。
商場設有行人天橋連接歷山大廈、太子大廈及皇后大道中九號，亦設有地下通道連接中建大廈與香港鐵路中環站。
1994年香港置地提出翻新置地廣塲，作為置地退出香港股市後的戰略，以及進一步提升其定位。工程於1995年9月展開，原有外牆、天花、地板及欄河悉數被翻新，拆除平台餐廳對上的行人天橋並於餐廳門前增設扶手電梯，亦修改商場出入口的設計，相關工程最終趕及於九七回歸前完成。
由於物業尚餘法定地積比率，發展商欲耗盡地積比以充分善用土地，故置地廣塲在2003年再度進行大型改建工程，包括把商場重新裝修，及增設一家五星級酒店——置地文華東方酒店；酒店於2005年9月正式開業。同時亦拆卸置地廣塲東翼，重建為約克大廈；並於2007年落成。
2005年12月8日，時裝品牌路易威登在置地廣塲的香港旗艦店重新開幕，外觀採用半透明設計，店舖由原本兩層變成三層，面向畢打街，是全球四大路易威登店之一。
2012年，置地廣塲中庭地庫變身為「男士樓層」。同年，置地公司整合其下中環四座物業的零售樓層，統一使用「置地廣塲（LANDMARK）」的品牌。
2015年起，置地廣塲商場部分稱為「置地廣塲中庭 (LANDMARK ATRIUM)」，太子大廈商場為「置地太子 (LANDMARK PRINCE'S)」，歷山大廈商店樓層為「置地歷山 (LANDMARK ALEXANDRA)」，遮打大廈商店樓層為「置地遮打(LANDMARK CHATER)」。

## 公共交通
港鐵
- █  港島綫、 █  荃灣綫：中環站G出入口
- █  東涌綫、 █  機場快綫：香港站C出入口

巴士：途經德輔道中、畢打街的路線
電車

## 流行文化
1981年電影《失業生》片末，陳百強在噴水池中搭建的舞台上自彈自唱《有了你》。

## 墮樓案
- 1984年8月23日，一名患精神病男子從告羅士打大廈高處躍下，撞穿置地廣塲天幕玻璃，倒臥中庭噴水池死亡。[3]
- 2009年8月26日，一名男子涉嫌偷竊一名外籍女子的手提包，被保安員截停及報告警察，警務人員到場調查時，疑犯突然從3樓欄杆向後跌下，直墮地面中庭廣塲，重創昏迷，送院後被證實不治。[4]